# 古谷靜佳
古谷靜佳（日语：／ Furuya Shizuka，1988年12月26日—），日本女性配音員。出身於秋田縣秋田市。AxiS Management所屬。Production Ace演劇研究所研究科畢業。身高154cm。O型血。

## 經歷
古谷靜佳在成為配音員之前，曾在家鄉秋田縣秋田市的一家藥局擔任全職員工。然而，當她覺得自己的工作沒有成就感時，她在一本雜誌上看到了Production Ace的試鏡，並決定從事配音事業。2011年，她作為配音員在《日常》裡飾演東雲名乃首次亮相。出道時為臨時所屬，2013年3月轉為正式所屬。
2014年11月2日，她在自己的部落格上宣布已於10月31日離開Production Ace，成為自由工作者。
2015年12月3日，她在Twitter上宣布自己住院，隔天又發文表示自己遭遇意外，頭部受到撞擊，並出現輕微記憶喪失。事後查明，她被一輛4噸的卡車碾壓，受了重傷，包括顱骨骨折和暫時半身麻痺。車禍發生時，她傷勢嚴重，記憶力出現問題，精神恍惚，但據悉，她在警方詢問時提供了自己住址的詳細資訊。住院期間，她的病情惡化，醫生打電話給她的父母，告訴他們已經做好了死亡的準備，但她奇蹟般地康復了。2016年2月16日，她出演niconico直播節目，並宣告出院消息。同年4月16日，在同台直播節目活動中出場後，有一段時間沒有見到她作為配音員進行工作。回國後，她把自己的狀態形容為「暫時退休」。
2020年8月1日，她在新開的Twitter帳號上宣布將在AxiS Management旗下重返配音業界，同一天也開設了YouTube頻道。此外，在宣布她回歸的當天，《animate Times》發表了一篇關於她回歸的採訪文章。社交遊戲《超異域公主連結☆Re:Dive》裡面的惡作劇惡魔艾迪一角是她重返配音界並加入現在經紀公司後的首份工作。雖然她主要出現在社交遊戲中並擔任YouTuber，但她的活動比以前更加多樣化，包括嘗試海外影集日語配音和戲劇朗讀。復出後她已經有一段時間沒有出現在電視動畫中，但她確實在電視動畫《偵探已經，死了。》以船內廣播的角色出現。

## YouTube
2020年8月1日開設。在她的YouTube頻道上，她坦誠地談論了導致她出現在觀眾面前的事件，包括她在車禍後住院、重返配音業界、在暫時退休期間從事其他工作直到最近因新冠疫情影響而被解僱、她被霸凌的經歷，以及她讀漢字和英語單詞的糟糕程度。此外，還有她扮演其代表作《日常》中的東雲名乃並演唱其角色歌的集數，以及本多真梨子、白石稔、佐土原香織等嘉賓演出的集數。
經紀人是AxiS Management旗下藝人曆，編輯是石川利惠。在YouTube頻道上，經紀人和編輯以語音助手的身份出現，他們提供提示卡、問答和笑聲來活躍節目氣氛。

## 演出
粗體字表示主要角色。

### 電視動畫
2011年
- 日常（東雲名乃[12]）
- 魔劍姬！（2011年—2014年，水屋粳[13]）2系列

2012年
- Another（有田松子）
- 槍械少女!!（施泰爾「歐格」[14]）
- 蝦掰天文社 公立海老栖川高中天悶社（少女、女子B）

2014年
- 哆啦A夢 (水田山葵版)（女子A）
- 鐵金剛少女Z（羅蕾萊祐子〈LINE X1〉[15]）

2021年
- 偵探已經，死了。（船內廣播）

### OVA
- 日常「日常的0話」（2011年，東雲名乃）

### 遊戲
2011年
- 日常〈宇宙人〉（東雲名乃[16]）
- Princess Production（櫻野姬香[17]）

2014年
- 我家公主最可愛（小天姬烏里埃拉[18]）
- 鐵金剛少女Z ONLINE（2014年—2015年，機械怪獸·噴射人[19]、羅蕾萊祐子〈LINE X1〉[20]）

2015年
- 偶像事變（加賀谷紫苑[21]）

2020年
- 超異域公主連結☆Re:Dive（惡作劇惡魔艾迪[22]）

2021年
- 命運之子（提奧法諾[23]）
- 薑餅人王國（日语：クッキーラン: キングダム）（奶油泡芙味餅乾）

### 外語配音

#### 電視影集
- 柏捷頓家族：名門韻事（2020年—2022年，艾莉絲·蒙德里希〈艾瑪·娜歐蜜（英语：Emma Naomi）〉）

### 廣播節目
- A&G 超RADIO SHOW ～Anispa！～（日语：A&G 超RADIO SHOW〜アニスパ!〜）（2010年4月10日—7月10日，文化放送、超！A&G+）—與浦高希一起擔任第2代主持人。
- 白石稔的白石稔認真且無知地探知事物的電台、簡稱～「認真無知電台」～（日语：白石稔のガチ無知ラジオ） 第3、6回（2010年7月10日、8月21日，Lantis web radio（日语：ランティスウェブラジオ））—輪班擔任助理的助手。
- 日常的電台（2011年2月25日—12月30日，Lantis web radio）
- 藤井亞由美（日语：藤井アユ美）的AYUYU COFFEE（2020年10月31日、2022年5月28日，FM-FUJI（日语：エフエム富士））—嘉賓演出。

### 網路直播
- （2016年2月16日，niconico直播）—嘉賓演出。
- （2016年4月16日，niconico直播）
- WHACHA！世界北齋獎放送局（2020年10月17日—11月18日，YouTube）

### 其它
- 京都動畫廣告「讓人想進去的店篇」（2012年，女孩子[24]）
- 葛飾北齋260週年紀念【世界北齋獎】（2020年，官方角色、天漫螢流）
- 朗讀劇「天空碎片的深藍色。」（2021年，伊織）
- 遺忘之城（2022年，官方解說動畫旁白）
- 全國預拌混凝土產業協會聯合會（2022年，官方角色）

## 音樂作品

### 角色歌曲
| 發行日期 | 商品名稱                                | 歌                                                                             | 樂曲                     | 備註                           |
| 2011年   | 2011年                                  | 2011年                                                                         | 2011年                   | 2011年                         |
| -------- | --------------------------------------- | ------------------------------------------------------------------------------ | ------------------------ | ------------------------------ |
| 7月6日   | 日常的角色歌曲 其1 名乃的發條旋轉狂想曲 | 東雲名乃（古谷靜佳）                                                           | 「」 「」                | 電視動畫《日常》相關歌曲       |
| 12月28日 | 魔劍姬！片尾曲集！                      | 天谷春戀（下屋則子）、水屋粳（古谷靜佳）                                       | 「Baby！Baby！Ver.5」    | 電視動畫《魔劍姬！》片尾主題曲 |
| 2012年   |                                         |                                                                                |                          |                                |
| 1月18日  | 魔劍姬！角色歌曲專輯「心跳☆泳裝殊死戰」 | 高貴楓蘭（合田彩）、藜茶茶（藏合紗惠子）、砂藤季美（味里）、水屋粳（古谷靜佳） | 「Get Over the Rainbow」 | 電視動畫《魔劍姬！》相關歌曲   |

## 書籍

### 寫真集
- 《re:START》（2021年1月25日發行，TRANSWORLD JAPAN（日语：トランスワールドジャパン））ISBN 978-4862563040

## 腳註

## 外部連結
- 古谷靜佳｜AxiS Management （日語）
- 古谷靜佳的X（前Twitter） （日語）
  - 古谷靜佳（shizuka）的X（前Twitter） （日語）（帳號營運至2015年底，自2018年起推文為私人內容）
- YouTube上的古谷靜佳頻道 （日語）
- （日語）—古谷靜佳的官方個人部落格（這個部落格從她離開Production Ace後一直運作到暫時退休為止）。
- 古谷靜佳 （日語）—oricon